# 1533
Năm 1533 (số La Mã: MDXXXIII) là một năm thường bắt đầu vào thứ Tư (liên kết sẽ hiển thị đầy đủ lịch) trong lịch Julius.

## Sự kiện
- Nguyễn Kim lập Lê Ninh làm vua tại Sầm Châu Ai Lao tái lập nhà Hậu Lê .
- Nguyễn Nhân Liễn khởi binh ở Thuận Hóa phản nhà Mạc.